# Jan Bořil
Jan Bořil (* 11. ledna 1991 Nymburk) je český profesionální fotbalista, který hraje na pozici středního či levého obránce za český klub SK Slavia Praha, jehož je kapitánem. Mezi lety 2017 a 2021 odehrál také 27 utkání v dresu české reprezentace. Zúčastnil se Mistrovství Evropy ve fotbale 2020.

## Klubová kariéra

### Mladá Boleslav
Bořil se narodil v Nymburce, od mládežnických kategorií však nastupoval za Mladou Boleslav.

#### Viktoria Žižkov (hostování)
V létě roku 2010 odešel na hostování do Viktorie Žižkov, ze kterého se zpět do Mladé Boleslavi vrátil v prosinci roku 2011.
V následujících třech sezonách se stal důležitým členem obrany Mladé Boleslavi a patřil k nevytíženějším hráčům týmu.
S Boleslaví si zahrál mj. v předkolech Evropské ligy UEFA 2014/15. Ve druhém předkole pomohl k postupu přes bosenský klub NK Široki Brijeg (výhry 2:1 doma a 4:0 venku).

### Slavia Praha

#### Sezóna 2015/16
V prosinci roku 2015 se dohodl na přestupu do týmu SK Slavia Praha, kde podepsal smlouvu do léta 2019.

#### Sezóna 2016/17
V sezóně 2016/17 získal se Slavií ligový titul.

#### Sezóna 2017/18
V sezóně 2017/18 obsadil se Slavií v nejvyšší soutěži stříbrnou pozici, zahrál si základní skupinu Evropské ligy a dokázal zvítězit v domácím poháru. Bořil v lednu 2018 prodloužil smlouvu s Slavií do června 2021.

#### Sezóna 2018/19
V sezóně 2018/19 patřil ke klíčovým hráčům týmu Jindřicha Trpišovského, který dokázal vyhrát ligový titul a domácí pohár. Se Slavií došel až do čtvrtfinále Evropské ligy, ve které pražský celek podlehl Chelsea.

#### Sezóna 2019/20
V srpnu 2019 důležitou trefou do sítě Kluže v odvetě play-off Ligy mistrů přispěl k postupu do základní skupiny. V domácím duelu proti Barceloně se pak dočkal jednoho z největších gólů kariéry. V listopadu 2019 nastoupil Bořil ke svému stému ligovému utkání. V únoru 2020 se Bořil stal novým kapitánem pražské Slavie, převzal roli po Milanu Škodovi, kterého zastupovali Tomáš Souček a Josef Hušbauer. Jako kapitán pak dovedl Slavii k zisku mistrovského titulu. V létě 2020 prodloužil svou smlouvu se Slavií do června 2023.

#### Sezóna 2020/21
V sezoně 2020/21 získal v sešívaném dresu coby kapitán ligový titul, MOL Cup a v Evropské lize dovedl tým až do čtvrtfinále. Bořil dostal v létě 2021 nabídku od PAOK Soluň, po konzultaci s vedením se ale rozhodl v Edenu zůstat.

#### Sezóna 2021/22
V sezoně 2021/22 odehrál kapitán Slavie pouze šest zápasů, od podzimního derby marodil se zraněním kolene, s poškozenou chrupavkou kolenního kloubu musel na operaci a následně jej čekala dlouhá léčba.

#### Sezóna 2022/23
Po více než roční pauze způsobené vleklým problémem s kolenem se Bořil v lednu 2023 zapojil do zimní přípravy v Algarve a na několik minut také naskočil do generálky proti Ženevě. Start jarní části sezóny 2022/23 sledoval ještě z tribuny, v posledních duelech už byl ale připravený na lavičce náhradníků. V létě 2023 podepsal novou smlouvu na jeden rok.

#### Sezóna 2023/24
Bořil ve šlágru 5. ligového kola sezóny 2023/24 proti Ostravě se poprvé od října 2021 nastoupil za A-tým slávistických fotbalistů v základní sestavě. V 9. kole, v závěru pražského derby proti Spartě, se Bořil vzájemně se soupeřovým kapitánem Ladislavem Krejčím chytili za dres a kolem krku. Když se oba kapitány podařilo od sebe odtrhnout, povalil ještě Bořil na zem Lukáše Haraslína. Rozhodčí Ladislav Szikszay oba kapitány vyloučil. Ve zbytku sezónu patřil Bořil ke stabilním členům základní sestavy, odehrál dohromady 19 utkání, v nichž vstřelil 2 branky.

#### Sezóna 2024/25
V podzimní části sezony 2024/25 se Bořil ustálil v základní sestavě Jindřicha Trpišovského a za své výkony byl odměněn povoláním do české reprezentace po více než třech letech.

## Reprezentační kariéra
Bořil je bývalým mládežnickým reprezentantem ČR, začínal v kategorii do 16 let, poté hrál za výběry U17 a U18.
V A-mužstvu České republiky debutoval 1. 9. 2017 v kvalifikačním utkání v Praze proti reprezentaci Německa (prohra 1:2).
V létě 2021 byl Bořil, jakožto stabilní člen základní sestavy české reprezentace, povolán na závěrečný turnaj Mistrovství Evropy ve fotbale 2020. Na turnaji odehrál všechny zápasy základní skupiny, v osmifinálovém utkání proti Nizozemsku chyběl kvůli karetnímu trestu. Do sestavy se Bořil vrátil ve čtvrtfinále proti Dánsku (prohra 1:2).
Do národního týmu se Bořil vrátil po více než třech letech v říjnu 2024, když byl trenérem Ivanem Haškem nominován na zápasy Ligy národů UEFA. Bořil odehrál na konci roku 2024 všechny čtyři reprezentační zápasy v základní sestavě.

### Reprezentační zápasy a góly
Zápasy Jana Bořila v A-mužstvu české reprezentace 
| Rok    | Zápasy | Góly |
| ------ | ------ | ---- |
| 2017   | 4      | 0    |
| 2018   | 5      | 0    |
| 2019   | 6      | 0    |
| 2020   | 3      | 0    |
| 2021   | 9      | 0    |
| 2024   | 1      | 0    |
| Celkem | 28     | 0    |